# Chè xôi nước

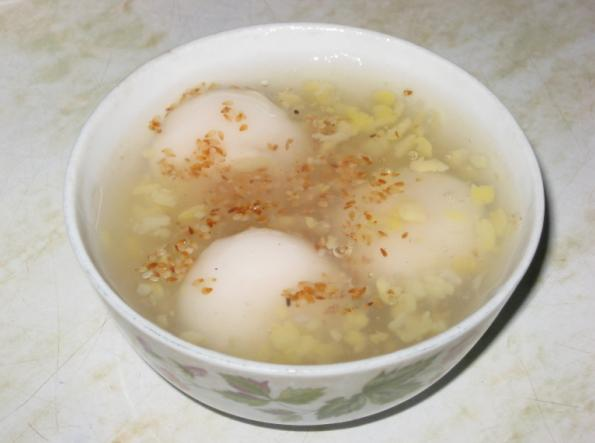
Una presentación del postre vietnamita Chè xôi nước.

El chè xôi nước es un postre vietnamita consistente en bolas hechas de pasta de frijol chino envuelta en una concha hecha de harina de arroz glutinoso. Las bolas se sirven en una caldo espeso, claro dulce o marrón hecho de agua, azúcar y raíz de jengibre rallada. Suele calentarse antes de comerse y se guarnece con semillas de sésamo.
Dos postres del norte de Vietnam, el bánh trôi (también llamado bánh trôi nước) y el bánh chay, son parecidos al chè xôi nước (el segundo se sirve con leche de coco). El chè xôi nước también se parece al postre chino llamado tangyuan. Tanto el chè xôi nước como el tangyuan pueden también estar lejanamente relacionado o proceder del postre del norte de la India llamado gulab yamun.